# Палаташ Іван Михайлович
Іван Михайлович Палата́ш (нар. 20 серпня 1934, Тарна-Маре — пом. 2004) — український художник декоративно-ужиткового мистецтва, заслужений майстер народної творчості УРСР з 1977 року.

## Біографія
Народився 20 серпня 1934 року в селі Тарна-Маре (Румунія). В 1959 році закінчив Ужгородське училище прикладного мистецтва, відділ художньої обробки дерева, навчався у Василя Свиди і Федора Манайла. З 1970 року працював в Закарпатських художньо-виробничих майстернях.
Помер 2004 року.

## Творчість
Серед творів:
- вівчарські атрибути (1977);
- люльки (1975, 1976);
- декоративні палиці (1976, 1977);
- скульптури («Козел», 1973; «Бик», 1974).

Твори експонуювалися на українських республіканських виставках.